# カモメ中国転職
カモメ中国転職（かもめちゅうごくてんしょく）は、RGF Human Resource Consulting Shanghai Co.,Ltdが運営する求人情報サイト。日本人を対象とした中国やアジア現地勤務の求人情報が掲載されている。

## 沿革
- 2004年12月- 中国に渡航した上海カモメが「日本人に海外勤務のチャンスを広げたい」という思いから創業[1]
- 2007年6月  - 日本法人 空カモメ株式会社が設立[2]。また中国法人 上海鴎際広告有限公司を設立し本格的に事業展開。[3]
- 2011年3月  - 株式会社リクルート及びRGF Human Resource Consulting Shanghai Co.,Ltdに事業譲渡される[4]